# Lijst van toneelschrijvers
Hieronder een lijst van schrijvers van toneelstukken. Hieronder worden ook verstaan schrijvers van musicals en libretto's.

## A
- Kjeld Abell (1901–1961, Denemarken)
- Arthur Adamov (1908–1970, Frankrijk)
- Aleksandr Nikolajevitsj Afinogenov (1904–1941, Rusland)
- Isidora Aguirre (1919–1911, Chili)
- Aeschylus (525 v.Chr.–456 v.Chr., Griekenland)
- Edward Albee (1928–2016, Verenigde Staten)
- Hans Christian Andersen (1805–1875, Denemarken)
- Jean Anouilh (1910–1987, Frankrijk)
- Ludwig Anzengruber (1839–1889, Oostenrijk)
- Guillaume Apollinaire (1880–1918, Frankrijk)
- Aleksej Arboezov (1908–1986, Rusland)
- John Arden (1930–2012, Verenigd Koninkrijk)
- Ludovico Ariosto (1474–1533, Italië)
- Aristophanes (446 v.Chr.–386 v.Chr., Griekenland)
- Fernando Arrabal (1932, Spanje)
- Herbert Asmodi (1923–2007, Duitsland)
- Jawad al-Assadi (1947, Irak)
- Jaques Audiberti (1899–1965, Frankrijk)
- Tommaso Aversa (1623-1663, koninkrijk Sicilië)
- Norberto Ávila (1936, Portugal)
- Alan Ayckbourn (1939, Verenigd Koninkrijk)

## B
- Isaak Babel (1894–1940, Rusland)
- Hermann Bahr (1863–1934, Oostenrijk)
- Helmut Baierl (1926–2005, Duitsland)
- James Baldwin (1924–1987, Verenigde Staten)
- Honoré de Balzac (1799–1850, Frankrijk)
- John Banks (ca. 1650–1706, Engeland)
- Aurel Baranga (1913–1979, Roemenië)
- Niek Barendsen (Nederland)
- Ernst Barlach (1870–1938, Duitsland)
- Lajos Barta (Hongarije)
- Pierre Beaumarchais (1732–1799, Frankrijk)
- Francis Beaumont (1584–1616, Engeland)
- Johannes Becher (1891–1958, Duitsland)
- Ulrich Becher (1910–1990, Duitsland)
- Samuel Beckett (1906–1989, Ierland)
- Henri Becque (1837–1899, Frankrijk)
- Brendan Behan (1923–1964, Ierland)
- Aphra Behn (1640–1689, Engeland)
- Jacinto Benavente (1866–1954, Spanje)
- Angelo Beolco (Ruzzante) (1502–1542, Italië)
- Hjalmar Bergmann (Zweden)
- Thomas Bernhard (1931–1989, Oostenrijk)
- Helmut Bez (1930, Duitsland)
- Benardo Dovizi (1470–1520, Italië)
- Vladimir Naumovitsj Bill-Belozerkovski (Rusland)[1]
- Bjørnstjerne Bjørnson (1832–1910, Noorwegen)
- Vratislav Blažek (1925–1973, Tsjechië)
- Jean-Richard Bloch (1884–1947, Frankrijk)
- Augusto Boal (1931–2009, Brazilië)
- Michail Boelgakov (1891–1940, Rusland)
- Godfried Bomans (1913–1971, Nederland)
- Edward Bond (1934, Verenigd Koninkrijk)
- Wolfgang Borchert (1921–1947, Duitsland)
- Wim Bos Verschuur (1904–1985, Suriname)
- Ko van den Bosch (1958, Nederland)
- Gildas Bourdet (1947, Frankrijk)
- Marian Boyer (1954–2013, Nederland)
- Oskar Braaten (1881–1939, Noorwegen)
- Emil Braginski (1921–1998, Rusland)
- Volker Braun (1939, Duitsland)
- G.A. Bredero (1585–1618, Nederland)
- Bertolt Brecht (1898, 1956, Duitsland)
- André Brink (1935–2015, Zuid-Afrika)
- Walter van den Broeck (1941, België)
- Arnolt Bronnen (1895–1959, Oostenrijk)
- Jerzy Broszkiewicz (1922–1993, Polen)
- Ferdinand Bruckner (Theodor Tagger) (1891–1958, Oostenrijk)
- Tone Brulin (1926, België)
- Antonio Buero Vallejo (1916–2000, Spanje)
- Georg Büchner (1813–1837, Duitsland)
- Gregory Burke (1968, Verenigd Koninkrijk)
- Jez Butterworth (1969, Verenigd Koninkrijk)
- Cyriel Buysse (1859–1932, België)

## C
- Colijn Caillieu (ca. 1430/1440–1503, Zuidelijke Nederlanden)
- Edgar Cairo (1948–2000, Suriname)
- Pedro Calderón de la Barca (1600–1681, Spanje)
- Albert Camus (1913–1960, Frankrijk)
- Susanna Centlivre (1669–1723, Engeland)
- Agatha Christie (1890–1976, Verenigd Koninkrijk)
- Caryl Churchill (1938, Verenigd Koninkrijk)
- Colley Cibber (1671–1757, Engeland)
- Hugo Claus (1929–2008, België)
- Jean Cocteau (1889–1963, Frankrijk)
- Michaela Coel (1987, Engeland)
- William Congreve (1670–1729, Engeland)
- Pierre Corneille (1606-1684), Frankrijk)
- Noël Coward (1899–1973, Verenigd Koninkrijk)
- Cratinus (ca. 520 v.Chr.–ca. 423 v.Chr., Griekenland)
- John Crowne (1641–1712, Engeland)
- Richard Cumberland (1732–1811, Groot-Brittannië)

## D
- William Davenant (1606–1668, Engeland)
- Thomas Dekker (ca. 1572–1632, Engeland)
- Shelagh Delaney (1939–2011, Verenigd Koninkrijk)
- Tankred Dorst (1925–2017, Duitsland)
- Carlo de’ Dottori (1618-1686, Italië)
- Eugène Drenthe (1925–2009, Suriname)
- Alexandre Dumas père (1802–1870, Frankrijk)
- Friedrich Dürrenmatt (1921-1990, Zwitserland)
- Don Duyns (1967, Nederland)
- Dương Thu Hương (1947, Vietnam)
- John Dryden (1631–1700, Engeland)
- Andrea Dunbar (1961–1990, Verenigd Koninkrijk)
- Thomas D'Urfey (ca. 1653–1723, Engeland)
- Friedrich Dürrenmatt (1921–1990, Zwitserland)

## E
- Jon van Eerd (1960, Nederland)
- Frederik van Eeden (1860–1932, Nederland)
- T.S. Eliot (1888–1965, Verenigde Staten/Verenigd Koninkrijk)
- George Etherege (1635–1692, Engeland)
- Eupolis (5de eeuw v.Chr., Griekenland)
- Euripides (ca. 480 v.Chr.–406 v.Chr., Griekenland)

## F
- Francis Fane (?–1691, Engeland)
- George Farquhar (1677–1707, Engeland)
- Rainer Werner Fassbinder (1945–1982, Duitsland)
- Georges Feydeau (1861–1921, Frankrijk)
- John Fletcher (1579-1625, Engeland)
- Frankétienne (1936, Haïti)
- Dario Fo (1926–2016, Italië)
- Samuel Foote (1720–1777, Groot-Brittannië)
- John Ford (1586–ca. 1639, Engeland)
- Michael Frayn (1933, Verenigd Koninkrijk)
- Dimitri Frenkel Frank (1928–1988, Nederland)
- Max Frisch (1911–1991, Zwitserland)
- Christopher Fry (1907–2005, Verenigd Koninkrijk)
- Athol Fugard (1932, Zuid-Afrika)

## G
- Federico García Lorca (1898–1936, Spanje)
- David Garrick (1717–1779, Groot-Brittannië)
- Francesco Garsia (1590-1670, koninkrijk Sicilië)
- Madeeha Gauhar (1956, Pakistan)
- John Gay (1685–1732, Engeland)
- Jean Genet (1910–1986, Frankrijk)
- Michel de Ghelderode (1898–1962, België)
- Johann Wolfgang von Goethe (1749–1832, Duitsland)
- Rainald Goetz (1954, Duitsland)
- Thomas Goffe (1591–1629, Engeland)
- Nikolaj Gogol (1809–1852, Rusland)
- Carlo Goldoni (1707–1793, Italië)
- Witold Gombrowicz (1904–1969, Polen)
- Maria Goos (1956, Nederland)
- Maksim Gorki (1868–1936, Rusland)
- Carlo Gozzi (1720–1806, Italië)
- Christian Dietrich Grabbe (1801–1836, Duitsland)
- Günter Grass (1927–2015, Duitsland)
- Trevor Griffiths (1935, Verenigd Koninkrijk)
- Franz Grillparzer (1791–1872, Oostenrijk)

## H
- Paul Haenen (1946, Nederland)
- Peter Hacks (1928–2003, Duitsland)
- Adam de la Halle (ca. 1237–ca. 1288, Frankrijk)
- Peter Handke (1942, Duitsland)
- Lorraine Hansberry (1930, Verenigde Staten)
- David Hare (1947, Verenigd Koninkrijk)
- Moss Hart (1904–1961, Verenigde Staten)
- Jan de Hartog (1914–2002, Nederland)
- Walter Hasenclever (1890–1940, Duitsland)
- Gerhart Hauptmann (1862–1946, Duitsland)
- Václav Havel (1936–2011, Tsjechië)
- Friedrich Hebbel (1813–1863, Duitsland)
- Alfred Hegenscheidt (1866–1964, België)
- Gunnar Heiberg (1857–1922, Noorwegen)
- Hans Heiberg (1904–1978, Noorwegen)
- Herman Heijermans (1864–1924, Nederland)
- Hugo Heinen (1944, Nederland)
- Gerben Hellinga (1937, Nederland)
- Lillian Hellman (1905–1984, Verenigde Staten)
- Albert Helman (1903–1996, Suriname)
- Judith Herzberg (1934, Nederland)
- Haye van der Heyden (1957, Nederland)
- Rolf Hochhuth (1931, Duitsland)
- Hugo von Hofmannsthal (1874–1929, Oostenrijk)
- Ludvig Holberg (1684–1754, Noorwegen/Denemarken)
- P.C. Hooft (1581–1647, Nederland)
- Ödön von Horváth (1901–1938, Duitsland)
- Victor Hugo (1802–1885, Frankrijk)

## I
- Henrik Ibsen (1828–1906, Noorwegen)
- Eugène Ionesco (1909–1994, Frankrijk)

## J
- Hans Henny Jahnn (1894-1959, Duitsland)
- Alfred Jarry (1873–1907, Frankrijk)
- Elfriede Jelinek (1946, Oostenrijk)
- Henryk Jurkowski (1927–2016, Polen)
- Hanns Johst (1890–1978, Duitsland)
- Benjamin Jonson (1572–1637, Engeland)

## K
- Georg Kaiser (1878–1945, Duitsland)
- Kālidāsa (India)
- Sarah Kane (1971–1999, Verenigd Koninkrijk)
- Willem Kapteijn (Nederland)
- Tom Kempinski (1938, Verenigd Koninkrijk)
- Heinar Kipphardt (1922–1982, Duitsland)
- Heinrich von Kleist (1777–1811, Duitsland)
- Pavel Kohout (1928, Tsjechië)
- Oskar Kokoschka (1886–1980, Oostenrijk)
- Bernard-Marie Koltès (1948–1989, Frankrijk)
- August von Kotzebue (1761–1819, Duitsland)
- Larry Kramer (1935, Verenigde Staten)
- Karl Kraus (1874–1936, Oostenrijk)
- Ágota Kristóf (1935–2011, Zwitserland)
- Franz Xaver Kroetz (1946, Duitsland)
- Ephraim Kishon (1924–2005, Israël)
- Thomas Kyd (1558–1594, Engeland)

## L
- Berta Lask (1878–1967, Duitsland)
- Halldór Laxness (1902–1998, IJsland)
- Nathaniel Lee (ca. 1653–1692, Engeland)
- Jakob Michael Reinhold Lenz (1751–1792, Duitsland)
- Gotthold Ephraim Lessing (1729–1781, Duitsland)
- Ira Levin (1929–2007, Verenigde Staten)
- Werewere Liking (1950, Kameroen)
- George Lillo (1691–1739, Engeland)
- Dea Loher (1964, Duitsland)
- Lope de Vega (1562–1635, Spanje)
- Horia Lovinescu (1917–1983, Roemenië)

## M
- Georgius Macropedius (1487–1558, Nederland)
- Maurice Maeterlinck (1862–1949, België)
- Pieter Magerman (1892–1963, België)
- Vladimir Majakovski (1893–1930, Rusland)
- H. F. Maltby (1880–1963, Verenigd Koninkrijk)
- David Mamet (1947, Verenigde Staten)
- Delarivier Manley (1663/ca. 1670–1724, Engeland)
- Pierre Carlet de Marivaux (1688–1763, Frankrijk)
- Christopher Marlowe (1564–1593, Engeland)
- William Somerset Maugham (1874–1965, Verenigd Koninkrijk)
- Alistair McDowall (1987, Verenigd Koninkrijk)
- John McGrath (1935–2002, Verenigd Koninkrijk)
- Michael Mel (1959, Papoea-Nieuw-Guinea)
- Menander (342 v. Chr–291 v.Chr., Griekenland)
- Thomas Middleton (1580–1627, Engeland)
- Marie-Louise Mignot (1712-1790, Frankrijk) of Madame Denis
- Arthur Miller (1915–2005, Verenigde Staten)
- Molière (1622–1673, Frankrijk)
- Henry de Montherlant (1896-1972, Frankrijk)
- Edward Moore (1712–1757, Engeland)
- William Mountfort (ca. 1664–1692, Engeland)
- Rabih Mroué (1967, Libanon)
- Sławomir Mrożek (1930–2013, Polen)
- Heiner Müller (1929–1995, Duitsland)
- Rona Munro (1959, Verenigd Koninkrijk)

## N
- Esteban Navajas Cortés (Columbia)
- Pablo Neruda (1904–1973, Chili)
- Aziz Nesin (1915–1995, Turkije)
- Johann Nestroy (1801–1862, Oostenrijk)
- Peter Nichols (1927, Verenigd Koninkrijk)
- Lars Norén (1944, Zweden)

## O
- René de Obaldia (1918, Frankrijk)
- Sean O'Casey (1880–1964, Ierland)
- Eugene O'Neill (1888–1953, Verenigde Staten)
- Clifford Odets (1906–1963, Verenigde Staten)
- Joe Orton (1933–1967, Verenigd Koninkrijk)
- John Osborne (1929–1994, Verenigd Koninkrijk)
- Bouke Oldenhof (1957, Nederland)
- Willem Jan Otten (1951, Nederland)
- Thomas Otway (1652–1685, Engeland)

## P
- Ljoedmila Petroesjevskaja (1938, Rusland)
- Arthur Wing Pinero (1855–1934, Verenigd Koninkrijk)
- Harold Pinter (1930–2008, Verenigd Koninkrijk)
- Luigi Pirandello (1867–1936, Italië)
- Mary Pix (1666–1709, Engeland)
- Titus Maccius Plautus (251 v.Chr–184 v.Chr, Italië)
- Ulrich Plenzdorf (1934–2007, Duitsland)
- Cees van der Pluijm (1954–2014, Nederland)
- Gerhard Polt (1942, Duitsland)
- Samuel Pordage (1633–ca. 1691, Engeland)
- Cole Porter (1891–1964, Verenigde Staten)
- J.B. Priestley (1894–1984, Verenigd Koninkrijk)

## Q
- Farroukh Qasim (1948–2010, Tadzjikistan)

## R
- Jean Racine (1639–1699, Frankrijk)
- Ferdinand Raimund (1790–1836, Oostenrijk)
- Lenin el-Ramly (1945, Egypte)
- Terence Rattigan (1911–1977, Verenigd Koninkrijk)
- Edward Ravenscroft (ca. 1654–1707, Engeland)
- Sophie Redmond (1907–1955, Suriname)
- Joseph Reed (1723–1787, Groot-Brittannië)
- Arnold Ridley (1896–1984, Verenigd Koninkrijk)
- Astrid Roemer (1947, Suriname)
- Pjeroo Roobjee (1945, België)
- Reginald Rose (1920–2002, Verenigde Staten)
- Edmond Rostand (1868–1918, Frankrijk)
- Willy Russell (1947, Verenigd Koninkrijk)
- Gerardjan Rijnders (1949, Nederland)

## S
- George Sand (1804–1876, Frankrijk)
- Jean-Paul Sartre (1905–1980, Frankrijk)
- Henri t'Sas (1877–1966, Nederland)
- James Saunders (1925–2004, Verenigd Koninkrijk)
- Paul Scarron (1610–1660, Frankrijk)
- Friedrich von Schiller (1759–1805, Duitsland)
- Wim T. Schippers (1942, Nederland)
- Annie M.G. Schmidt (1911–1995, Nederland)
- Arthur Schnitzler (1862–1931, Oostenrijk)
- Werner Schwab (1958–1994, Oostenrijk)
- Lucius Annaeus Seneca (4 v.Chr–65, Rome)
- Elkanah Settle (1648–1724, Engeland)
- Thomas Shadwell (ca. 1642–1692, Engeland)
- Peter Shaffer (1926–2016, Verenigd Koninkrijk)
- William Shakespeare (1564–1616, Engeland)
- George Bernard Shaw (1856–1950, Ierland)
- Sam Shepard (1943, Verenigde Staten)
- Neil Simon (1927, Verenigde Staten)
- Sirppa Sivori-Asp (1928–2006, Finland)
- Valerie Solanas (1936–1988, Verenigde Staten)
- Sophocles (496 v.Chr–406 v.Chr, Griekenland)
- Stephen Sondheim (1930, Verenigde Staten)
- Thomas Southerne (1660–1746, Ierland)
- Antonie van Sprinkhuijsen (1854-1929, Nederland)
- Tom Stoppard (1937, Verenigd Koninkrijk)
- David Storey (1933, Verenigd Koninkrijk)
- Botho Strauß (1944, Duitsland)
- Frans Strijards (1952, Nederland)
- August Strindberg (1849–1912, Zweden)
- Michiel de Swaen (1654–1707, Frankrijk)
- Jessica Swale (Verenigd Koninkrijk)
- John Millington Synge (1871–1909, Groot-Brittannië en Ierland)

## T
- George Tabori (1914–2007, Duitsland/Hongarije)
- Jean Tardieu (1903–1995, Frankrijk)
- Wilfred Teixeira (1920–2014, Suriname)
- Toon Tellegen (1941, Nederland)
- Gabriel Tellez (1571–1648, Spanje)
- Vladimir Tendrjakov (1923–1984, Rusland)
- Publius Terentius Afer (Terentius) (ca. 195/190 v.Chr.–159 v.Chr., Rome)
- Koos Terpstra (1955, Nederland)
- Ludwig Thoma (1867–1921, Duitsland)
- Ludwig Tieck (1773–1853, Duitsland)
- Ernst Toller (1893–1939, Duitsland)
- Lev Tolstoj (1828–1910, Rusland)
- Konstantin Andrejewitsch Trenjow (Rusland)[bron?]
- José Triana (1948, Cuba)
- Catharine Trotter (1674–1749, Engeland)
- Anton Tsjechov (1860–1904, Rusland)
- Ivan Toergenjev (1818–1883, Rusland)
- Peter Turrini (1944, Oostenrijk)
- Josef Kajetán Tyl (1808–1856, Tsjechië)
- Tristan Tzara (1896–1963, Roemenië/Frankrijk)

## U
- Nicholas Udall (1504–1556, Engeland)
- Fritz von Unruh (1885–1970, Duitsland)
- Peter Ustinov (1921–2004, Verenigd Koninkrijk)
- Ayu Utami (1968, Indonesië)

## V
- Karl Valentin (1882–1948, Duitsland)
- John Vanbrugh (1664–1726, Engeland)
- August Vandekerkhove (1838–1923, België)
- Lot Vekemans (1965, Nederland)
- Paula Velder (1901-1985, Suriname)
- Tommy Ventevogel (Nederland)
- Jindřich Veselý (1885–1939, Tsjechië)
- Joost van den Vondel (1587–1679, Nederland)
- Ton Vorstenbosch (1947, Nederland)
- Theun de Vries (1907–2005, Nederland)

## W
- Martin Walser (1927, Duitsland)
- Alex van Warmerdam (1952, Nederland)
- Ivan Vazov (1850–1921, Bulgarije)
- John Webster (1580–1634, Engeland)
- Frank Wedekind (1864–1918, Duitsland)
- Günther Weisenborn (1902–1969, Duitsland)
- Peter Weiss (1916–1982, Duitsland)
- Albert Wendt (1939, Samoa)
- Franz Werfel (1890–1945, Oostenrijk)
- Jan Werich (1905–1980, Tsjechië)
- Arnold Wesker (1932–2016, Verenigd Koninkrijk)
- Oscar Wilde (1854–1900, Ierland)
- Thornton Wilder (1897–1975, Verenigde Staten)
- Jibbe Willems (1977, Nederland)
- Tennessee Williams (1911–1983, Verenigde Staten)
- Stanisław Ignacy Witkiewicz (1885–1939, Polen)
- Peer Wittenbols (1965, Nederlands)
- Friedrich Wolf (1888–1953, Duitsland)
- Karst Woudstra (1947, Nederland)
- William Wycherley (ca. 1640–1716, Engeland)

## Y
- William Butler Yeats (1865–1939, Ierland)

## Z
- Gabriela Zapolska (eigenlijk Maria Korwin-Piotrowska) (1860–1921, Polen)
- Jerzy Zawieyski (1902–1969, Polen)
- José Zorrilla (1817–1893, Spanje)
- Carl Zuckmayer (1896–1977, Duitsland)
- Arnold Zweig (1887–1968, Duitsland)

1. ↑  Vladimir Bill-Belotserkovsky, Oxford reference. Gearchiveerd op 31 maart 2024.